# あまき
あまきは、係留練習船天城の処分に伴い建造され、1916年から1925年まで使用された鳥羽商船学校の練習帆船である。当時の船舶職員法によれば、甲種商船学校航海科卒業生が甲種二等運転士免状の受験資格を得るには一定期間、帆船実習を行うことが必須条件となっていた。鳥羽商船学校においては、町立から県立移管に伴い、自前練習船保有の機運が高まり、新造練習帆船の建造に至った。しかし、財政上の問題から、運用は高等船員のみを県職員とし、維持と運航は民間海運業者に委託する形をとった。

## 船歴
- 1916年9月　進水。
- 1917年1月　竣工。
- 1917年 - 1918年　練習航海(大6N)実施 (横浜 - マーシャル群島間)。
- 1918年 - 1919年　練習航海(大7N)実施。
- 1919年　練習航海(大8N)実施。
- 1920年 - 1922年 委託海運業者(南洋興業株式会社)の営業不振により練習航海中止。
- 1922年 富山県高岡市の萩布宗四朗と契約、運航再開。
- 1922年 - 1923年　練習航海(大11N)実施。
- 1923年 - 1924年　練習航海(大12N)実施。
- 1924年 - 1925年　練習航海(大13N)実施。
- 1925年3月12日　静岡県相良町沖にて座礁、浸水。
- 1925年3月30日　引き揚げ作業中、強風により大破、船体放棄。

## 船長
| 代 | 氏名       | 在任期間    | 出身校              | 前職             | 後職 | 備考                               |
| -- | ---------- | ----------- | ------------------- | ---------------- | ---- | ---------------------------------- |
| 1  | 秋山秋次郎 | 1916 - 1922 | 鳥羽商船学校(明31N) | 鳥羽商船学校教諭 | 退職 | 在職中 秋山茂次郎 と改名           |
| 2  | 本間順之助 | 1922 - 1925 |                     |                  |      | 帆船運用の専門家として新潟より着任 |

## あまき喪失後の帆船実習
鳥羽商船学校に練習船新造の意志はなく、東京の東海商業株式会社所属の伊勢丸および二銭丸に委託して帆船実習を継続した。また同時期、全国の商船学校において練習船遭難が相次いだため、文部省による大型練習帆船日本丸および海王丸の建造につながった。